# Піски (Всеволожський район)
Піски (рос. Пески) — селище у Всеволожському районі Ленінградської області Російської Федерації.
Населення становить 476 осіб. Належить до муніципального утворення Дубровське міське поселення.

## Історія
Від 1 серпня 1927 року належить до Ленінградської області.

## Населення
| 2007 | 2010 | 2014 | 2015 | 2016 | 2017 | 2018 |
| ---- | ---- | ---- | ---- | ---- | ---- | ---- |
| 88   | ↗423 | ↗432 | ↗438 | ↗451 | ↗467 | ↗468 |
| 2019 | 2020 |      |      |      |      |      |
| ↗472 | ↗476 |      |      |      |      |      |